# Prundu, Giurgiu
Prundu este satul de reședință al comunei cu același nume din județul Giurgiu, Muntenia, România.
Comuna Prundu este situată în județul Giurgiu, în regiunea Muntenia din România. Această comună are o istorie bogată, care se întinde pe o perioadă lungă de timp.
Primele mențiuni despre localitatea Prundu datează de la sfârșitul secolului al XV-lea, în documentele vremii fiind menționată sub denumirea de "Prundul Mare". Comuna a fost parte a Țării Românești și a cunoscut numeroase schimbări de-a lungul timpului.
În perioada medievală, Prundu a fost un important centru comercial și agricol, cu o populație în creștere și o economie prosperă. Locuitorii se ocupau în principal cu agricultura, creșterea animalelor și meșteșugurile tradiționale.
De-a lungul secolelor, comuna Prundu a trecut prin diverse evenimente și transformări istorice. În perioada comunistă, a cunoscut o dezvoltare industrială și agricolă semnificativă, prin construirea de fabrici și colectivizarea agriculturii.
În prezent, comuna Prundu este o zonă rurală cu o economie predominant agricolă. Agricultura și creșterea animalelor rămân principalele activități ale locuitorilor. Comuna este recunoscută și pentru frumusețea peisajelor naturale, fiind înconjurată de câmpii și păduri.
Prundu atrage și turiști datorită patrimoniului său cultural și a atracțiilor naturale din împrejurimi. Biserica veche din localitate și monumentele istorice reprezintă o mărturie a trecutului bogat al comunei.
Astăzi, comuna Prundu continuă să-și păstreze tradițiile și să-și dezvolte potențialul economic și turistic, fiind o comunitate cu o identitate puternică și oameni mândri de istoria și cultura locală.
 Acest articol despre o localitate din județul Giurgiu este deocamdată un ciot. Puteți ajuta Wikipedia prin completarea lui.